# Camp Lesum

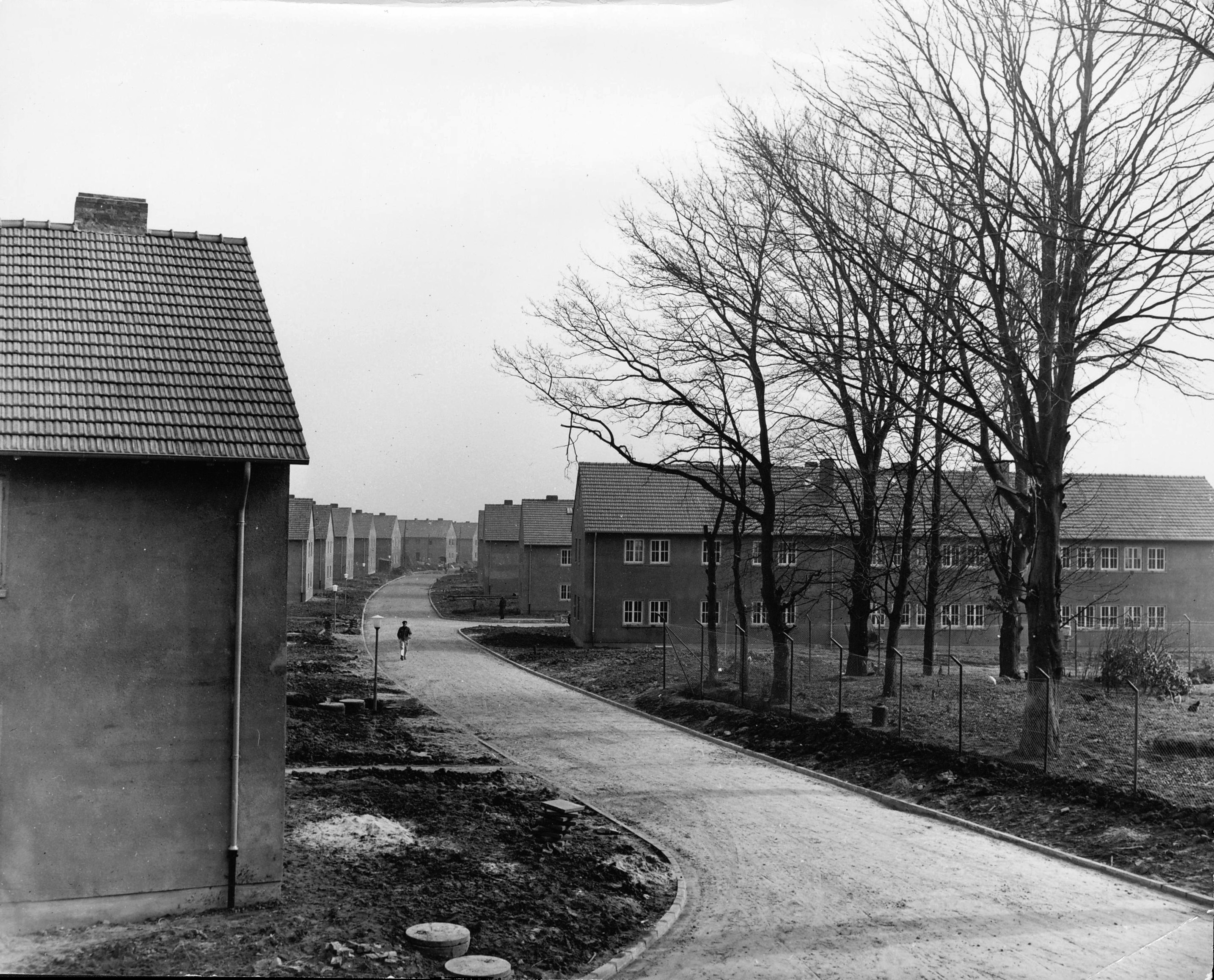
Camp Lesum am 10. März 1951, aufgenommen vom Eingang Holthorster Weg

Camp Lesum war ein Durchgangslager für auswanderungswillige Displaced Persons auf dem Gelände einer früheren Wehrmachtskaserne in Bremen-Lesum, zwischen den heutigen Straßen Holthorster Weg, Rotdornallee, Autobahn A 270 und der Stiftung Friedehorst. Es wurde 1950/1951 für 5000 Personen erbaut. Von 1953 bis 1962 diente es als Bremer Überseeheim Bremen-Lesum zur zeitweisen Unterbringung von Menschen aus verschiedenen europäischen Ländern vor ihrer Auswanderung nach den USA, Kanada oder Australien.

## Bau und Nutzung

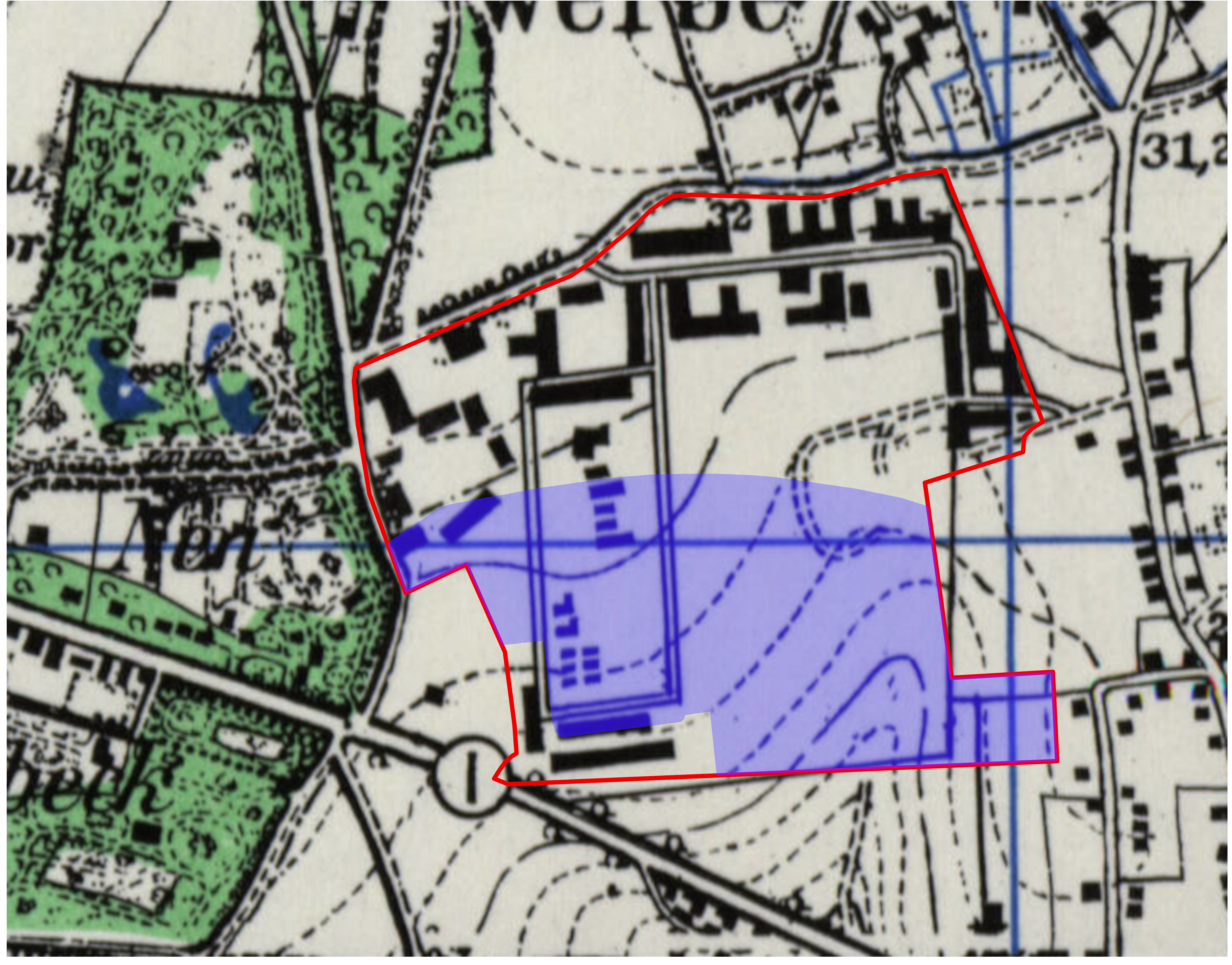
Messtischblatt von 1947 mit Umring Flak-Kaserne (rot), darin Fläche Camp Lesum (blau)

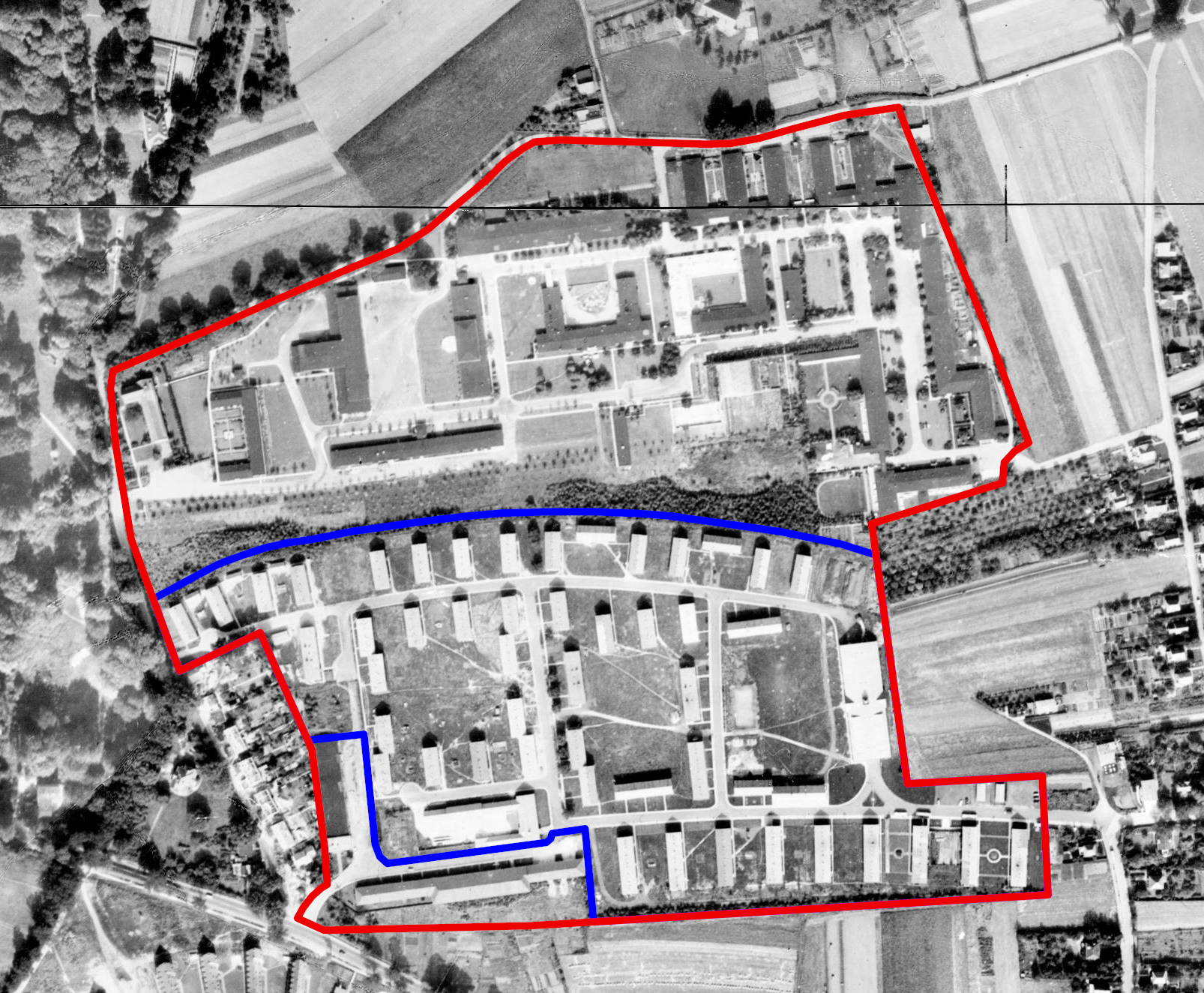
Luftbild von 1956 mit Umring der Flak-Kaserne (rot), darin Umring Camp Lesum (blau); das damalige Friedehorstgelände (vormals Lesum Barracks) liegt nördlich von Camp Lesum

Bald nach dem Ende des Zweiten Weltkriegs am 8. Mai 1945 richtete die US-amerikanische Besatzungsmacht in freigewordenen Wehrmachtskasernen Sammellager ein für Displaced Persons, d. h. ehemalige Kriegsgefangene, Verschleppte, Fremdarbeiter und Hilfswillige, die auf ihre Repatriierung oder Auswanderung warteten. In Bremen waren dies zunächst die Kaserne Bremen-Grohn (Camp Grohn) und die Tirpitz-Kaserne in Bremen-Gröpelingen (Camp Tirpitz). In Bremen-Lesum ließ die Bundesregierung auf Befehl des alliierten Oberkommandos im Winter 1950/51 auf dem Gelände der dortigen ehemaligen Wehrmachtskaserne, die von 1945 bis 1947 von der US-Army als Lesum Barracks genutzt worden war, das zivil geführte Durchgangslager Camp Lesum neu erbauen. Camp Lesum sollte das Sammellager Camp Grohn ersetzten, das die US-Army ab Sommer 1952 ausschließlich militärisch nutzen wollte.
Camp Lesum wurde im wenig bebauten südlichen Teil des Kasernengeländes errichtet, dafür wurden etwa 15 kleinere Wehrmachts-Gebäude abgerissen (vergl. Ausschnitt Messtischblatt, rechts); zwei ehemalige Kraftwagenhallen, das heutige Eldon-Burke-Haus und das Gebäude des heutigen Berufsförderungswerks Friedehorst, blieben erhalten (s.u.). Der Weser-Kurier berichtete am 19. Dezember 1950 über die „größte Wohnungsbaustelle der Nachkriegszeit. Sechs Millionen DM stellte der Bund aus dem Besatzungskostenhaushalt bereit, damit hier bis zum Frühjahr 1951 ein Auswanderungslager für etwa 5000 verschleppte Personen errichtet werden kann.“ Am 1. Dezember 1950 war Baubeginn, in vier Wochen wurden die ersten 10 zweigeschossigen massiven Wohnblöcke mit insgesamt 160 ofenbeheizten Wohneinheiten für 1000 Personen bezugsbereit; pro Person waren ca. 3 m² Wohnfläche vorgesehen. Rund 1000 Arbeiter von 51 bremischen Baufirmen arbeiteten Tag und Nacht in drei Schichten. Mitte 1951 war die Siedlung inklusive Gepäckhalle, Festhalle, Küchen- und Kantinengebäude fertig und von einem zwei Meter hohen Zaun umgeben. Laut einem Lageplan der Oberfinanzdirektion Bremen vom 15. November 1960 umfasste Camp Lesum etwa 57 Gebäude mit insgesamt etwa 107 Eingängen auf einer Fläche von etwa 10 Hektar. Pro Eingang gab es im Erdgeschoss und im 1. Stock je 4 Wohneinheiten plus eine gemeinschaftlich genutzte Küche und einen Sanitärraum mit Toilette. Die Wäscherei und die Krankenstation in der benachbarten Einrichtung Friedehorst wurden mit genutzt.
Begrenzt war das Lager an der Nordseite gegenüber der Einrichtung Friedehorst, und im Südwesten gegenüber dem Institut für Härtereitechnik und der Spinnerei der Firma Tempel (in den beiden ehemaligen Wehrmachts-Gebäuden für Kraftwagen, siehe unten).
Verbunden waren die Gebäude durch eine Lagerstraße, die von der Rotdornallee abgehende „Peenemünder Straße“ (diese wurde im Zuge der Gestaltung des „Lesum-Parks“ – siehe unten – in „Peenemünder Straße“ und „Charlotte Wolff-Allee“ geteilt). Der Haupteingang zum Camp Lesum mit Pförtnerhaus und Fahnenmast befand sich an der Peenemünder Straße, Nebeneingänge gab es am Holthorster Weg und an der Lesumer Heerstraße.

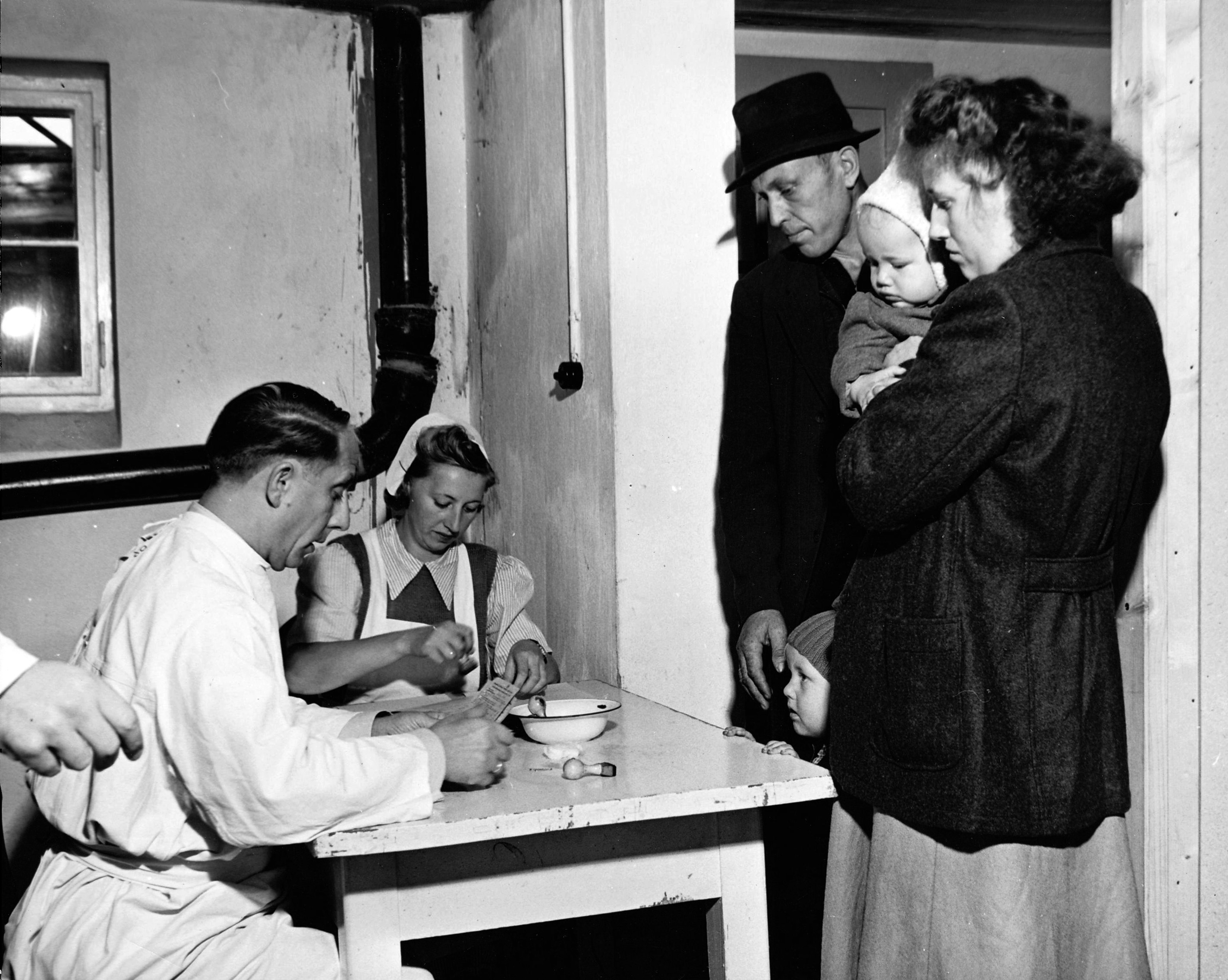
Camp Lesum, deutsche Migrantenfamilie bei der medizinischen Kontrolle vor der Auswanderung nach Australien

Das auch als Auswanderer-Verschiffungslager Lesum bezeichnete Camp Lesum bildete zusammen mit dem Camp Grohn und dem Camp Tirpitz die Bremen Emigration Staging Area. In der Bremen Emigration Staging Area wurden Auswanderungswillige auf ihre Übersiedlung vorbereitet und die Genehmigung zur Auswanderung erteilt (diese konnte bei Krankheit, Behinderung, Arbeitsunfähigkeit oder aus politischen Gründen versagt werden). Die Camps wurden von der International Refugee Organization (IRO) verwaltet, insgesamt 1250 Einheimische fanden dadurch Arbeit. Die Menschen waren im Camp Lesum oft nur etwa 10 Tage untergebracht, vor ihrer Verschiffung nach Übersee mittels US-Army Truppentransportern und Schiffen der IRO. Die Ausreise erfolgte über den einzigen Seehafen mit Fahrgastanlage in der Amerikanischen Besatzungszone, dem nahegelegenen Bremerhaven.

## Nachnutzung

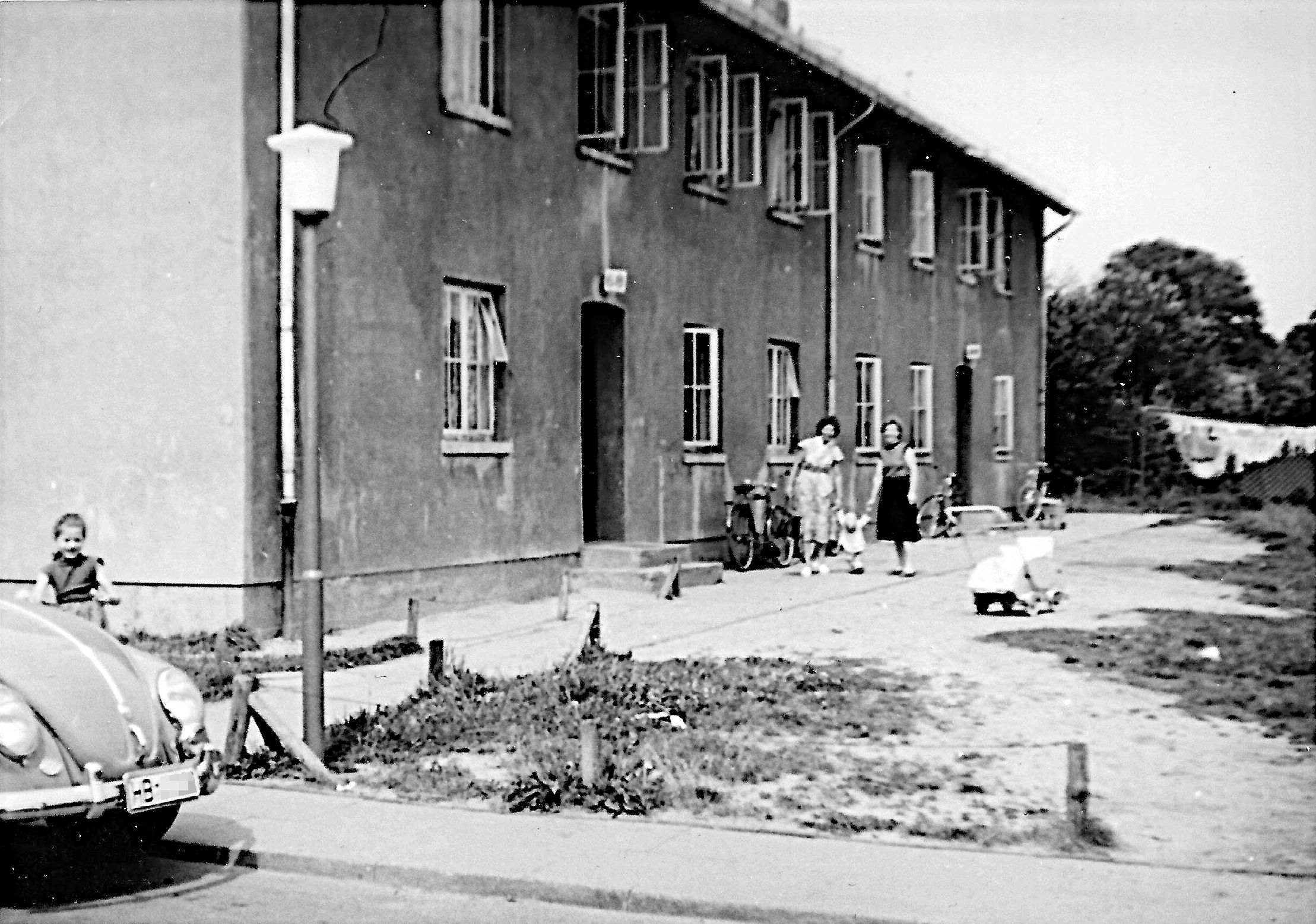
Wohnblock mit der damaligen Haus-Eingangsnummer 68/69 im Sommer 1957, im damaligen „Flüchtlingslager“ (abgeteilt vom Überseeheim Bremen-Lesum)

### Ab 1953: Bremer Überseeheim Bremen-Lesum und Flüchtlingslager
Vom 1. Januar 1953 bis zu seiner Schließung 1962 wurde Camp Lesum als Bremer Überseeheim Bremen-Lesum von der Bremer Überseeheim G.m.b.H. betrieben, in enger Zusammenarbeit mit dem Intergovernmental Committee for European Migration (ICEM). Es war das größte Verschiffungslager in Westdeutschland. Es wurde von ca. 212.000 Auswanderern durchlaufen, die von der internationalen Hilfsorganisation UNRRA betreut wurden. Die meisten Auswanderer wollten in die USA oder nach Kanada. Beide Länder hatten in Lesum konsularische Dienststellen zur Visa-Vergabe eingerichtet, in den Häusern Rotdornallee Nr.1 (USA) und Am Bahnhof St.Magnus Nr.6 (Kanada), zu erkennen an den davor aufgezogenen Nationalfahnen mit Stars-and-Stripes bzw. Ahornblatt. Als die gelenkte Auswanderung zurückging, wurden im April 1953 vier Wohnblocks an das Sozialamt Bremen übergeben, zur Unterbringung von Flüchtlingen aus der damaligen Sowjetzone (Ostzonenflüchtlinge). Ihr Wohnbereich, das Flüchtlings-Lager, war durch einen Zaun vom restlichen Überseeheim abgetrennt. Die meisten dieser Flüchtlinge wollten nicht auswandern. Viele von ihnen konnten das Lager erst Jahre später verlassen, als die für sie in Bremen projektierten Wohnsiedlungen fertiggestellt waren.

### Ab 1956: Bundeswehr und weitere Nutzer
Die eine Hälfte des Bremer Überseeheims Bremen-Lesum mit 26 Gebäuden übernahm 1956 die Bundeswehr, die dort zunächst verschiedene Dienststellen einrichtete und weitere Gebäude erstellte (darunter ein zentrales Heizhaus), und vom 1. September 1968 bis 31. März 1997 die Wilhelm-Kaisen-Kaserne als Standort der 1. Marinestützpunktkompanie betrieb (1997 wurde die Liegenschaft aufgegeben und am 15. Januar 2004 geräumt).
Die andere Hälfte wurde zeitweise genutzt zur Unterbringung von Spätaussiedlern aus der UdSSR, Polen und Rumänien, und nach dem Mauerfall 1989 von Bürgern aus der ehemaligen DDR. Einige Gebäude wurden an Friedehorst verkauft und werden bis heute (2024) von Friedehorst genutzt. Es gab/gibt Leerstand.
Von 1966 bis 1995 diente Überseeheim-Haus 91 an der Peenemünder Straße dem Technischen Hilfswerk als Übungsplatz. Ein anderes Gebäude diente zeitweilig dem Arbeitersamariterbund für die Unterbringung von Jugendgruppen/Kinderhaus Lesum.

## Teilweiser Abriss 2013/2014
Ab 2011 übernahm die Firma PROCON einen 7,3 ha großen Teil der Immobilie von der Bundesanstalt für Immobilienaufgaben und gestaltete ihn zum Wohnviertel Lesum-Park um; zu diesem Zweck wurden 2013/2014 die meisten Gebäude des ehemaligen Camp Lesum und der Wilhelm-Kaisen-Kaserne abgerissen. Von den 9 Wohnblöcken an der Südseite der heutigen Peenemünder Straße stehen aktuell (2024) - und werden bewohnt- noch drei; ein vierter war ca. 2020 abgerissen worden unter Hinterlassung einer (2024) von Gras überwachsenen Baugrube. Zwölf Wohnblöcke im Besitz von Friedehorst stehen aktuell noch an der heutigen Pastor-Diehl-Straße Nr. 7–29 (ungerade) und sind belegt.

## Angrenzende Einrichtungen
Im Norden grenzte Camp Lesum an die Einrichtung Friedehorst, und im Südwesten an zwei ehemalige Wehrmachts-Gebäude, die heute der Stiftung Friedehorst gehören: eine ehemalige Kraftwagenhalle (das heutige Eldon-Burke-Haus) und das heutige, mehrfach umgebaute Gebäude des Berufsförderungswerkes der Stiftung Friedehorst (vermutlich eine frühere Kraftfahrzeug-Reparaturwerkstatt). Im Gebäude des heutigen Berufsförderungswerks Friedehorst, Pastor-Diehl-Straße 61, produzierte von 1950 bis ca. 1968 die Streichgarnspinnerei Wilhelm Tempel KG (vormals Carl Müller Tuchfabrik Spremberg/Spreewald) textile Garne, mit Maschinen aus der Spinnereimaschinenfabrik (Spinnbau) in Bremen-Farge. Von 1969 bis 1999 war es nach entsprechenden Umbauten Domizil der Arbeitsgruppe für angewandte Materialforschung (AFAM), die 1974 in Fraunhofer Institut für angewandte Materialforschung (IFAM) umbenannt und 1999 in den Technologiepark der Universität Bremen verlegt wurde. Anschließend wurde das Gebäude von der Stiftung Friedehorst übernommen.
Im Eldon-Burke-Haus war seit 1950 das Institut für Härtereitechnik untergebracht; dieses war seit 1943 in den Borgwardwerken tätig, wohin es als eine Außenstelle des Instituts für Materialwissenschaft der Technischen Universität Berlin verlegt worden war. Als das Institut für Härtereitechnik zum Jahreswechsel 1990/91 auf den Campus der Universität Bremen umzog, nutzte das IFAM das frei gewordene Gebäude, 1999 übernahm die Innere Mission/Friedehorst das Gebäude und das zugehörige Grundstück (auf dem 2007 das Nebelthau-Gymnasium erbaut wurde).